# Juarez Maranhão
Juarez Maranhão Guimarães (Salvador, Bahia, 21 de janeiro de 1930) é um pintor, tapeceiro e desenhista brasileiro.

## Biografia
Juarez Maranhão nasceu em 21 de Janeiro de 1930 no bairro de Itapagipe, da cidade do Salvador, estado da Bahia.
Aos seis anos de idade iniciou sua vida escolar na Escola Fernando Azevedo localizado no Largo do Pelourinho no Centro Histórico de Salvador. Aos dez, ingressou no tradicional Colégio Salesiano no bairro de Nazaré onde aprendeu o ofício de encadernação. Aos dezenove concluiu o curso ginasial no Instituto Baiano de Ensino, na época, dirigido pelo renomado educador Hugo Baltazar da Silveira, e, finalmente, aos vinte e cinco anos formou-se no Colégio Estadual da Bahia, atualmente chamado de Colégio Central.
Em 1946, aos 16 anos, conheceu o pintor e professor de pintura e perspectiva Raimundo Aguiar o qual lhe deu as primeiras noções sobre pintura a óleo sobre tela. Foi a partir das orientações do mestre que o jovem se decidiu dando inicio à sua carreira de artista plástico.
Juarez Maranhão sempre foi autodidata. Nesse mesmo ano, ao ser informado que o pintor baiano Prisciliano Silva estava pintando o interior da Igreja de São Francisco no centro histórico de Salvador, foi até ele e passou a acompanhá-lo para aprender e descobrir o valor das misturas de tintas. No intuito de aplacar sua sede de conhecimento, Juarez Maranhão começou a freqüentar a Escola de Desenho e Artes que, posteriormente, viria a se tornar a Escola de Belas Artes da UFBA. É nesse período que o vemos na “fase acadêmica”, (1947-1955) onde pintou com óleo sobre tela, temas noturnos, natureza morta e paisagens acadêmicas de colorido soturno, silencioso.
O artista só se casou em 1970, aos quarenta anos de idade. A escolhida foi Zenita Maranhão Guimarães, uma professora baiana com a qual não teve filhos. Ainda noivo, deu início à construção de sua casa na rua Alagoinhas no bairro do Rio Vermelho, onde sempre viveu, vizinha à casa de Jorge Amado e Zélia Gattai, escritores mundialmente famosos com os quais manteve terna amizade e convívio prazeroso . Com o falecimento da esposa, em dezembro de 1994, o artista, uma vez viúvo, não voltou mais a casar-se.

## Obra
Produziu, no decorrer dos seus 60 anos de profissão, um vasto acervo de quadros de pintura a óleo e tinta acrílica, além de pinturas e tapeçarias, desenhos diversos e esculturas. Militou, portanto, com desenvoltura nas artes plásticas em seu Estado e fora dele. O artista vem inovando quanto à forma de composição artística de suas obras, acrescentadas por temáticas atuais como “aquecimento global” e “ecologia”.
Sua primeira exposição oficial ocorreu no ano de 1947 na antiga Biblioteca Pública da Bahia, em Salvador e, desde então, vem promovendo o seu trabalho ao longo de seis décadas com dezenas de exposições individuais, participações em festivais e salão de artes além da participação em exposições coletivas.
Em julho de 2000, fez a sua mais relevante exposição individual comemorando 50 anos de artes plásticas com a exposição “Juarez Maranhão- Retrospectiva”, no Palácio da Aclamação em Salvador, expondo 50 trabalhos em tela, representando todos os estilos e respectivas fases do pintor que caracterizam sua extensa obra.
Constam do seu Curriculum vitae artístico 29 críticas formuladas pela Elite cultural da Bahia entre eles Mário Cravo Júnior, José Júlio Calasans Neto, Carlos Bastos, César Romero e Romano Galeffi, além de citações à obra e vida do artista pelo escritor Jorge Amado em seu livro Bahia de Todos os Santos. Cabe destacar algumas críticas elogiosas feitas por membros da AICA Associação Internacional de Críticos de Arte, e da ABCA Associação Brasileira de Críticos de Arte.
Seu acervo está distribuído entre marchands e colecionadores de arte e pessoas físicas espalhadas pelo Brasil.
Finalmente, em 29 de Julho de 2008 realizou uma exposição individual nas dependências do Memorial da Câmara Municipal de Salvador. Nessa ocasião lhe foi outorgada pela obra de 60 anos a Medalha de Tomé de Sousa da Câmara Municipal de Salvador.

### Exposições individuais
- 1974 – Galeria Cañizares da Escola de Belas Artes da UFBA
- 1975 - Museu de Arte Moderna da Bahia
- 1977 - Galeria de Arte do Hotel Le Meridien – Bahia
- 2000 - Palácio da Aclamação – 50 anos de Artes Plásticas – Retrospectiva de Juarez Maranhão[3]

### Exposições coletivas
- 1947 – Biblioteca pública da Bahia “ 1ª. Exposição”
- 1964 – Palácio Rio Branco – Sede do Governo da Bahia
- 1975 – RAG Galeria de Arte
- 1978 - Panorama Galeria de Arte
- 1980 – Centro de convenções da Bahia
- 1982 – Galeria de Arte do Itaigara
- 1983 – Acervo da Bahia – Galeria de Arte
- 1983 – Escritório de Artes da Bahia
- 2001 – Hotel Monte Pascoal
- 2001 – GAA Grupo de Apoio a Arte
- 2008 - Memorial da Câmara Municipal de Salvador

### Participações em festivais e Salões de arte
- 1975 – Festival de Arte da Bahia – Galeria Canizares da Escola de Belas Artes da UFBA
- 1977 – 1º salão de Verão – Museu de Arte Moderna da Bahia
- 1978 – 1º Encontro de Arte da Funcisa – Museu de Arte Moderna da Bahia
- 1981 – 1º Encontro de Artistas Plásticos do Nordeste – Museu de Arte Moderna da Bahia
- 1983 – 1º Salão Nacional de Artes Plásticas – Othon Palace Hotel
- 2001 – 1º Salão +100 Artistas Plásticos da Bahia[4]- Museu de Arte Sacra da Bahia

### Fases do pintor
A produção artística de Juarez Maranhão pode ser dividida em 12 fases distintas. Em especial, vale destacar a 11a fase, "Figurativa com personagens barrocos” que se prolongou durante quase vinte anos (1981-2000), época em que, inspirado pela amizade com o grande escritor baiano Jorge Amado, do qual foi vizinho de bairro no Rio Vermelho, dedicou-lhe dezenas de quadros com temas e nomes relacionados à obra do escritor. Assim surgiram os quadros: “O país do carnaval”, “Os Velhos Marinheiros ou o Capitão de Longo Curso”, “Capitães da Areia”, "Dona Flor e seus dois maridos”, “Tieta do Agreste” e muitos outros.
- 1ª Fase – ACADÊMICA ( DE 1947 A 1955) – Pinturas a óleo sobre tela com temas noturnos, natureza morta e paisagens acadêmicas de colorido soturno, silencioso. Principais obras: Noturno/ Noturno- Jardim da Associação Atlética da Bahia/ Tempero- natureza morta/ Recanto de Cozinha/ Beco da Califórnia/ Coqueiral de Itapoan
- 2ª Fase – BICO DE PENA ( DE 1956 A 1963) – Desenhou nu artístico, paisagens e temas abstratos trabalhando com tinta branca sobre cartolina preta e tinta preta sobre cartolina branca.Nesse período desenhou também projetos arquitetônicos e paisagens da velha Bahia. Principais obras: Capa de Romance/ Folha interna de Romance/ Musa de Romance/ Caveira de Cão/ Modelo Vivo,nu artístico
- 3ª Fase – PINTURA DE ESPÁTULA ( 1963 – 1969) – Pintou com espátula larga e óleo sobre tela usando esfregaços, fazendo surgir paisagens impressionantes do Farol da Barra/ Praia do Porto da Barra, dos Alagados, dentre outros. Principais obras: Crepúsculo na Barra/ Capitães da Areia/ Favela dos Alagados
- 4ª Fase – ÓLEO SOBRE TELA COM PINCEL ( 1970 ) – Desejando imortalizar os rituais da Bahia entre outras manifestações da cultura baiana, aplicou-se com afinco na produção de quadros com temas mais diversos. Principais obras: Festa dos Orixás/ Candomblé/ Carnaval/ Puxador de rede/ Pesca de Xaréu/ Samba de Roda/ Luta de Capoeira/ Recanto da Luta de Capoeira/ Maculelê/ Feira dos Caxixis
- 5ª Fase – PINTURA ACRÍLICA SOBRE TELA ( 1971) – Reviveu os encantos da poesia da Lagoa do Abaeté, pintando-a com cores vibrantes, efusivas, pinceladas alegres e soltas, criando diversos ângulos com perspectivas quase aéreas. Principais obras: Crepúsculo no AbaetéAbaeté I/ Crepúsculo no Abaeté II/ Dunas do Abaeté/ Reflexo do Abaeté/ Musa deitada no Abaeté/ Lavadeiras da Lagoa do Abaeté I/ Lavadeiras do Abaeté II/ Lavadeiras do Abaeté III
- 6ª Fase – ACRÍLICO SOBRE TELA –TEMÁTICA “ALAGADOS” (1972 – 1973 ) – Fascinado pelo bairro Favela de Alagados e suas cores em meio à natureza, pintou diversos quadros com esse tema. Principais obras: Colorido dos Alagados/ Espelho dos Alagados/ Fantasia dos Alagados/ Alagados dos amores/ Aquarela dos Alagados
- 7ª Fase – ACRÍLICO SOBRE TELA – TEMÁTICA  “CREPÚSCULOS E PAISAGENS” ( 1974 ) – Inspirado no mar da Bahia e o brilho renovado de cada crepúsculo sobre a baía de Todos os Santos, pintou paisagens. Principais obras: Levitação no Crepúsculo/ A mulher feliz/ Crepúsculo no Jauá/ A musa do Crepúsculo/ Inspiração no Crepúsculo/ Crepúsculo em Itapoan/ Crepúsculo dos Namorados/ Encontro dos Amigos/ Pescadores da Praia de Jauá/ Recanto tranqüilo/ Saveiros no Crepúsculo/ Namorando no Crepúsculo/ Cidade Baixa e Alta/ Crepúsculo na Cidade Alta/ Crepúsculo no Farol da Barra /Ladeira do Pelourinho
- 8ª Fase – TAPEÇARIAS – INSPIRAÇÃO NO FUNDO DO MAR  (1975 – 1976) – Criou nas talagarças desenhos e, com a tecelagem e a lã, desenvolveu tapeçarias com uma explosão de cores nas visões submarinas com algas, plantas e animais aquáticos e os mistérios do fundo do mar. Principais obras: Marinha Nr 5/ Marinha Nr.7/ Marinha Nr 8/ Marinha Nr 11/ Marinha Nr 12/ Marinha Nr 15/ Marinha Nr 25/ Marinha Nr 33/ Marinha Nr 42/ Marinha Nr 51/ Marinha Nr 60/ Marinha Nr 81/ Marinha Nr 90/ Marinha Nr 100/ Marinha Nr 102
- 9ª Fase - ABSTRATO EM TAPEÇARIAS  ( 1977 – 1979 ) – Inspirado no romance de Jorge Amado, “Gabriela, Cravo e Canela”, o artista criou desenhos e pinturas em tecelagem de lá e talagarça. Principais obras: Os encantos de Gabriela/ Imagem de Gabriela/ A canção de Gabriela/ O amor de Gabriela/ O paraíso de Gabriela/ O destino de Gabriela/ A visão de Gabriela/ A noite de Gabriela/ O jardim de Gabriela/ Suspiro de Gabriela/ O abstrato de Gabriela/ Fascinação de Gabriela/ Sedução de Gabriela/ Aconchego de Gabriela/ A chegada de Gabriela
- 10ª Fase – ABSTRATO COM TINTA ACRÍLICA – TEMÁTICA “GABRIELA” (1980 ) – O romance “Gabriela, Cravo e Canela” impressionou tão profundamente o artista que foi a fonte de inspirações também, além da fase de tapeçaria, de diversas trabalhos em tela e acrílico. Principais obras: O aroma de Gabriela/ Gabriela no Réveillon II/ Apogeu de Gabriela/ O perfume de Gabriela/ O luar de Gabriela/ Crepúsculo de Gabriela/ Gabriela arrependida/ Gabriela no Réveillon I
- 11ª Fase – FASE FIGURATIVA COM PERSONAGENS BARROCOS (1981 – 2000) – Extensa época em que, com tinta acrílica sobre tela, criou quadros dedicados ao amigo Jorge Amado. Cada quadro recebia o nome de um livro do grande escritor de acordo com a inspiração fornecida pela obra. Principais obras: Os velhos marinheiros ou o capitão de longo curso/ Capitães da Areia/ Dona Flor e seus dois maridos/ Tieta do Agreste/ A volta de Tieta do Agreste/ Jubiabá/ O País do Carnaval/ Bahia de Todos os Santos quadros I e II/ Dona Flor e seus dois maridos quadros I, II e III/ Dona Flor amando e delirando/ A Morte e a Morte de Quincas Berro d'Água/ O sonho de Tereza Batista/ Teresa Batista cansada de guerra
- 12ª Fase – ESCULTURAS E ABSTRATOS COM ACRÍLICO ( 2001 até os dias atuais) – O artista vem inovando quanto à forma das suas obras com pinturas temáticas atuais como a ecologia. Principais obras: Tornado/ Tempestade/ Aquecimento Global/ Globalização/ Primavera

## Prêmios
- 2008 - Medalha de Tomé de Sousa (Câmara Municipal de Salvador)[2]